# Ђурђевска скупштина у Крагујевцу (1825)
Ђурђевска скупштина у Крагујевцу је одржана 5. маја 1825.

## Ђурђевска скупштина 1825. године
Ђурђевска скупштина, одржана 5. маја 1825, била је редовна, али је имала да сврши и извесне послове спољно-политичке природе: да уложи протест код Порте ради тога што је турска влада народне депутате већ неколико година држала у затвору, као таоце, да ће у Србији владати мир и ред за време великих заплета које је Порта имала са Русијом и да донесе одлуку о замени затворених депутата. На тој скупштини састављено је и Кнезу Милошу предато је једно „изјасненије“ у коме се каже:
Расудите, молимо, ово изјасненије наше, описивајуће от части само беду наши у Цариграду налазећи се посланика која вама много боље позната је, и расудите може ли се међу нама наћи каи, кои би у јавну беду живот свој полагао, без да би могао и најмању ползу Отечеству принети! Изволите, такожде, саслушати и жељу народа у истом призренију, кои са свим негодује таквое повреждение права послаником, којa права свуда на свету почитују се. Ми смо свагда, кога од нас изаберете, готови по заповести вашој ондај у Цариград промене ради поћи, када дознамо да се она браћа са свим слободна у својем конаку находе, и када који од њих овамо.... отпуштен буде за увереније наше...
Ово изјашњење предала је једна депутација кнезова београдском везиру 10. маја 1825. године.
Како се, мало пре тога, догодила позната Ђакова буна, Кнез Милош се скупштини тужио „на оне који, преварени од подкупљеника, устремили су се били изкоренити правитељство наше“, и „безумну младеж толико заслепили били да већ није видела да у собствену пропаст стрмоглав иде“. Одређено је, после тога, да се у свакој нахији одрже посебне нахијске скупштине кметова и народа, на којима ће се народ изјаснити о томе шта жели, шта му је тешко и шта би требало предузети да се тешкоће, уколико их има, отклоне.